# أرنولد جولينكس
أرنولد جولينكس (31 يناير 1624 - نوفمبر 1669)، ويُعرف أيضًا بالاسم المستعار فيلاريتوس، كان فيلسوفًا فلاندريًا، وعالم ما وراء الطبيعة، وعالم منطق. كان أحد أتباع رينيه ديكارت الذين حاولوا إعداد نسخ أكثر تفصيلًا للفلسفة الديكارتية بشكل عام. استشهد صمويل بيكيت بجولينكس بصفته مؤثرًا ومحاورًا رئيسيًا لتركيزه على العجز والجهل في العادة البشرية.

## حياته
وُلد جولينكس في أنتويرب. درس الفلسفة واللاهوت في جامعة لويفن وأصبح أستاذًا للفلسفة في الجامعة نفسها عام 1646. فقد منصبه عام 1658، ربما لأسباب دينية، أو (كما قيل) لمجموعة من الآراء غير الشعبية وزواجه في ذلك العام. أصبح جولينكس طبيبًا في سبتمبر 1658. انتقل بعدها شمالًا إلى جامعة ليدن واعتنق الكالفينية. أعطى في البداية دروسًا خصوصية في الفلسفة. عُين محاضرًا في المنطق عام 1662 وأستاذًا بتعيين خاص عام 1665. عاش جولينكس فقيرًا حتى عام 1662. توفي في لايدن في نوفمبر 1669، تاركًا معظم أعماله، المكتوبة جميعها باللاتينية، لتنشر بعد وفاته. حرر كورنيليس بونتيكو أعماله.

## السمعة
على الرغم من فرضية جولينكس القائلة بأن الله لا يستطيع التصرف بلا أداة معنية بالتنوع، فقد هاجمه رواردوس أندالا وكارولوس توينمان في أوائل القرن الثامن عشر، بصفته من أتباع سبينوزا. استهل كرستيان توماس النقد عام 1710. جاء هجوم أندالا بالنيابة عن الديكارتيين «الحقيقيين»، إذ عدّوا جولينكس خبيثًا، وشاطرهم الرأي بورشاردوس دي فولدر، وجيان لو كلارك، وفريدريك فان لينهوف، وبونتيان فان هاتم، وويليم دورهوف. كما شن الورع يوهان خواكيم لانج هجومه على جولينكس، كجزء من حملة معادية لكرستيان فولف؛ وعدّه يوهان فرانز بوديوس، جنبًا إلى جنب مع بيير بايل، معاديًا خبيثًا للمسيحية.

## الفلسفة
لخص جولينكس فلسفته في عبارة «ita est, ergo ita sit» («إنها موجودة، إذن فهي كذلك»). كان يؤمن بـ«الانسجام الموضوع سلفًا» كحل لمعضلة العقل والجسد، وتوفي قبل 25 عامًا من صياغة لايبنتس للفكرة بشكل أفضل. ارتبط مبدأ الانسجام الموضوع سلفًا، في فلسفة لايبنتس، بالتفاؤل، ورؤية هذا العالم بصفته «أفضل العوالم الممكنة». لم يشر جولينكس مع ذلك لمثل هذا الارتباط.
إن مذهب المناسبة الذي يعتنقه جولينكس أخلاقي في بدايته وليس كونيًا. يُعد الجزء الأول من كتابه الأخلاق دراسة لما وصفه بالفضائل الأساسية. الفضيلة بحسب جولينك هي محبة الله والعقل (الفصل الثالث، 16-17؛ 29). الفضائل الأساسية هي خصائص الفضيلة التي تنبع مباشرة من جوهرها ذاته ولا علاقة لها بالظواهر الخارجية: كالاجتهاد والطاعة والعدالة والتواضع (الفصل الثالث، 17). يقسم التواضع نظرته للعالم إلى قسمين: الأول، فهم علاقتنا بالعالم؛ والثاني، مفهوم علاقتنا بالله. التواضع هو معرفة الذات وإنكارها. لا أجد في نفسي شيئًا يخصني سوى أن أعرف وأن أريد. يجب لذلك أن أعي كل ما أفعل، وما لا أعيه ليس نتاجًا لسببيتي. يصبح مفاد مبدأ السببية العالمي - quod nescis quo modo fiat, non facis - إذا كنت لا تعرف كيف تفعل شيئًا، فأنت لا تفعله. يذكر أيضًا شكلًا من أشكال هذا المبدأ في كتابه ميتافيزيقا فيرا. بما أن حركات جسدي تحدث من دون أن أعرف كيف تنتقل النبضة العصبية إلى العضلات مؤدية إلى انقباضها، فإنني لا أتسبب في أفعالي الجسدية. «لذلك أنا مجرد متفرج على هذه الآلة. لا أخلق فيها شيئًا ولا أغير، لا أصنع شيئًا هنا ولا أدمر. كل شيء هو عمل شخص آخر» (الفصل الثالث، 33). هو الله الذي يرى كل شيء ويعرفه. يرتبط الجزء الثاني من فلسفة جولينكس بمذهب المناسبة كما ترتبط النتيجة بالسبب. المبدأ التوجيهي لها هو: حيث لا يمكنك فعل أي شيء، يجب ألا ترغب في أي شيء (الفصل الثالث، 222). يفضي هذا المبدأ إلى الروحانية والزهد اللذان يجب ألا يؤخذ منهما إلا قليل حتى لا يخلا بالتزامنا تجاه صحة الجسد وبقاء النوع.